# Lucrecia Bobuiche
Lucrecia Bobuiche Boabaila (née le 26 mars 1998) est une footballeuse internationale équatoguinéenne évoluant au poste de gardienne de but. 

## Carrière

### En club
Lucrecia Bobuiche Boabaila évolue en club au FC Estrella de Rebola.

### En sélection
Elle fait partie du groupe équatoguinéen participant à la Coupe d'Afrique des nations féminine 2018, où elle joue un match.